# Emmotum fagifolium
Emmotum fagifolium är en tvåhjärtbladig växtart som beskrevs av Nicaise Auguste Desvaux. Emmotum fagifolium ingår i släktet Emmotum och familjen Icacinaceae. Inga underarter finns listade i Catalogue of Life.